# Vilémovský dub
Vilémovský dub je památný strom dub letní (Quercus robur) ve Vilémově v okrese Chomutov v Ústeckém kraji.
Roste v Mostecké pánvi v nadmořské výšce 295 m při východním okraji obce u křižovatky silnic vedoucí na vlakovou zastávku Vilémov u Kadaně a do Račetic.

## Základní údaje
Obvod kmene měří 388 cm, koruna stromu dosahuje do výšky 22 metrů (měření 2009). V roce 2009 bylo stáří stromu odhadováno na 200 let.
Dub je chráněn od roku 1998 jako ochrana genofondu a strom významný vzrůstem.

## Stromy v okolí
- Račetický dub
- Radonická lípa
- Radonický javor
- Stromy ve Vintířovském parku
- Podlesické lípy